# Tingis reticulata

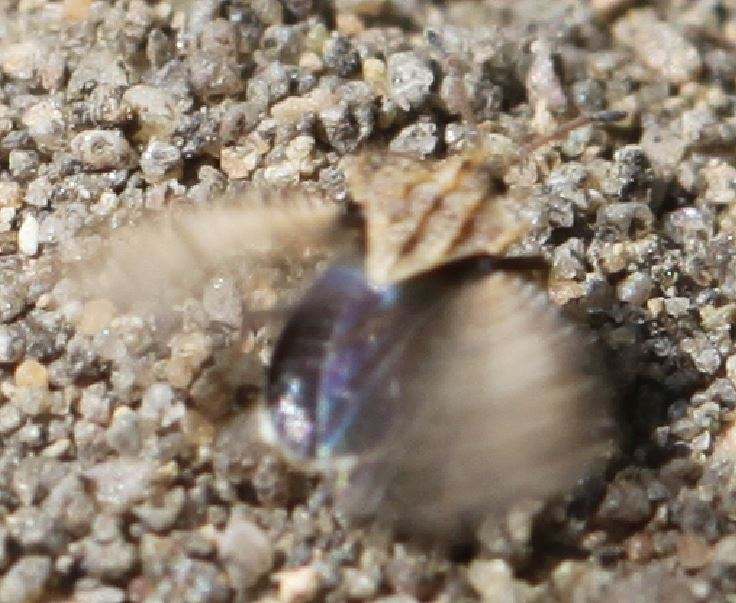
Wanze mit gespreizten Flügeln, die Hinterleibsoberseite dadurch sichtbar

Tingis reticulata, auch Schwarzadrige Netzwanze genannt, ist eine Wanze aus der Familie der Netzwanzen (Tingidae).

## Merkmale
Die Wanzen werden 3,9 bis 4,5 Millimeter lang und sind damit die größte Art der Gattung in Mitteleuropa. Arten der Gattung Tingis sind graubraun gefärbt und mit weißen, pulvrigen Wachsausscheidungen überzogen. Das vierte Glied der Fühler ist breiter als das dritte und es sind am Kopf drei kleine Fortsätze zwischen den Augen ausgebildet. Sie sind immer voll geflügelt (makropter). Tingis reticulata kann man anhand der Behaarung der dorsalen Körperseite und um die Ränder des Pronotums und der Hemielytren bestimmen. Die Art ist auch etwas größer als Tingis ampliata.

## Verbreitung und Lebensraum
Die Art ist in fast ganze Europa verbreitet und fehlt nur im Norden. Im Osten kommt sie bis in die Ukraine und in den Kaukasus vor. In Mitteleuropa ist sie weit verbreitet und meist häufig, insbesondere im Süden. Im Nordwesten Deutschlands ist sie nur an einzelnen Orten nachgewiesen und selten. In den Alpen steigt sie bis etwa 1700 Meter Seehöhe. In Großbritannien ist die Art selten und vor allem im Süden und Zentrum Englands verbreitet. Besiedelt werden trockene bis mäßig feuchte, meist schattige Orte.

## Lebensweise
Die Tiere leben vor allem an Günsel (Ajuga), in Mitteleuropa besonders an Kriechendem Günsel (Ajuga reptans) aus der Familie der Lippenblütler (Lamiaceae). Sie sind aber auch von der Blattunterseite von Königskerzen (Verbascum), Familie der Braunwurzgewächse (Scrophulariaceae) nachgewiesen. Die Weibchen stechen die Eier anders als die übrigen Tingis-Arten nur unvollständig in das Pflanzengewebe ein. Das Saugen der Wanzen hinterlässt besonders am unteren Teil der Pflanzen auf den Rosettenblättern viele Einstichstellen, die häufig zum Absterben der Blätter führen. Die Entwicklung erfolgt im Wesentlichen gleich wie bei den übrigen Tingis-Arten. Im August beginnen die Imagines bereits mit der Suche nach einem Überwinterungsquartier, das sich meist nahe der Nahrungspflanzen in der Bodenstreu, in Moos oder auf trockenen Böden unter den Rosetten von Königskerzen befindet.

## Belege